# Victor Mete
Victor Mete, född 7 juni 1998, är en kanadensisk professionell ishockeyback som spelar för Ottawa Senators i NHL.
Han har tidigare spelat på NHL-nivå för Montreal Canadiens och på lägre nivåer för Rocket de Laval i AHL och London Knights i OHL.
Mete draftades i fjärde rundan i 2016 års draft av Montreal Canadiens som 100:e spelare totalt.

## Statistik
| 2013–2014  | Toronto Jr. Canadiens | GTHL       | 34  | 12 | 18 | 30  | 10 | 14 | 3 | 3  | 6  | 2 |
| 2014–2015  | London Knights        | OHL        | 58  | 7  | 16 | 23  | 14 | 10 | 1 | 7  | 8  | 2 |
| 2015–2016  | London Knights        | OHL        | 68  | 8  | 30 | 38  | 18 | 18 | 4 | 7  | 11 | 0 |
| 2016–2017  | London Knights        | OHL        | 50  | 15 | 29 | 44  | 14 | 14 | 1 | 6  | 7  | 4 |
| 2017–2018  | Montreal Canadiens    | NHL        | 1   | 0  | 0  | 0   | 0  | —  | — | —  | —  | — |
| NHL totalt | NHL totalt            | NHL totalt | 1   | 0  | 0  | 0   | 0  | —  | — | —  | —  | — |
| OHL totalt | OHL totalt            | OHL totalt | 176 | 30 | 75 | 105 | 46 | 42 | 6 | 20 | 26 | 6 |